# Pokolj u Drenoviku
Pokolj u Drenoviku bio je ratni zločin koji su počinile bošnjačko-muslimanske snage nad Hrvatima tijekom agresije na prostore Hrvata Srednje Bosne. Počinile su ga 13. lipnja 1993. u hrvatskom selu Teševu, na lokalitetu Drenoviku, istočno od Kaknja, u prostoru Kraljeve Sutjeske. Ubili su 17 civila: žene, djecu i starce. Ubili su ih pripadnici MOS-a Kakanj i pripadnici 7. muslimanske brigade Armije RBiH oko 10:30 na krajnje okrutan način. Nakon napada muslimanskog MOS-a na sela Kovače i Brdariće kod Kaknja, skupina od 16 seljaka Hrvata izbjegli su u pravcu Teševa. Oko 10:30 stigli su u Drenovik. Naišli su na bijeli UN-ov oklopljeni transporter koji je došao iz pravca Ričice, sela Muslimana. Na zaprepaštenje civila, umjesto tobože neutralnih unproforaca izašli su vojnici s MOS-ovim oznakama, obojenih lica, dvoje ih je nosilo zelene beretke i jedan je imao tamne naočale. Prema svjedoku, govorili su zeničkim dijalektom a jedan je govorio nekim stranim jezikom. Hrvatski seljaci skrili su se u garaži. Pripadnici MOS-a pucali su na garažu i tad su ranili šestero seljaka. Najmlađe su žrtve imale 12 i 13 godina. Zatim su muslimanski vojnici zapovijedili civilima izaći iz garaže i leći na tlo. Čim su polegli, vojnici su pucali po njima. Tad su ubili četvero seljaka. Ubijeni su Jagoda Jurić, Juro Jurić, Ljubomir Jurić i Ivo Markanović (upucan u glavu iz neposredne blizine). Ranili su semdero seljaka. Najmlađa žrtva, opet ranjena imala je samo 13 godina. Muslimanski napadači izdvojili su žene i zatvorili ih u kuću. Zločinci nisu dopustili dati nikakvu medicinsku pomoć ranjenim civilima. Sedam zatočenih žena u kući bile su ranjene. Pripadnici muslimanskih snaga pobili su sve ranjene muškarce ispred garaže. Ubijeni su Stjepan Jurić, Marinko Jurić, Dragan Jurić, Blaško Franjić. Nakon što su mosovci otišli, žene su izašle iz kuće i pošle ka selu Teševu. Na putu sunašli tijela četvero seljaka Hrvata iz Brdarića, tijela izrešetanih metcima. Ubijeni su: Janja Brdarić, Anđa Brdarić, Robert Brdarić (17-godišnjak) i Marko Brdarić. Prema svjedoku, istog dana u otprilike isto vrijeme ova MOS-ova skupina ubila je još četiri seljaka Hrvata iz Brdarića. Ubijeni su Mato Brdarić (18-godišnjak), Ivan Brdarić, Stjepan Brdarić i Franjo Brdarić. U krvavom pohodu u Drenoviku ukupno je ubijeno 16 seljaka Hrvata iz Kovača i Brdarića, a među više ranjenih dvoje ima ozbiljne ozljede. Nekoliko su leševa izmasakrirali.
U selu Drenoviku, općina Kakanj, vojnici Armije RBiH naišli su 13. lipnja 1993. na skupinu Hrvata djece, žena, starijih i iznemoglih civila, istjerali su ih na put, na njih otvorili vatru iz vatrenog oružja i ubili osam osoba, a više njih lakše i teže ranili. Ubijeni su mještani sela Kovača.
Oko 10 sati u Drenovniku pored kuće Joze Andrića pripadnici VII.  muslimanske brigade i pripadnici MOS-a rodom s područja Kaknja ubili su: 
1. 1. Jurić Juru sin Stjepana,  rođen 1941. god. u mjestu Kovači općina Kakanj gdje je i stalno bio nastanjen, iz vatrenog oružja,
2. 2. Jurić Stjepana sin Jure rođen 1972. god. u mjestu Kovači općina Kakanj gdje je i stalno bio nastanjen, iz vatrenog oružja,
3. 3. Jurić Ljubomir sin Jure rođen 1972.  god.  u mjestu Kovači općina Kakanj gdje je i stalno bio nastanjen, iz vatrenog oružja,
4. 4. Jurić Dragana sin Jure rođen 1963.  god.  u mjestu Kovači općina Kakanj (Stjepan, Ljubomir i Dragan su rođena braća i ubijeni su zajedno s ocem Jurom),
5. 5. Marinko Jurić rođen 1974. god. sin Pave u mjestu Kovači gdje je i stalno bio nastanjen,
6. 6. Jagoda Jurić kći Joze rođena 1952. god. u mjestu Kovači gdje je bila stalno nastanjena,
7. 7. Ivo Markanović sin Franje rođen 1952. god. u mjestu Kovači gdje je i stalno bio nastanjen ubijen vatrenim oružjem,
8. 8. Blaško Franjić sin Ive rođen 1953.  god.  u mjestu Kovači općina Kakanj gdje je bio stalno nastanjen.[4]

Za vrijeme pokolja jedna od preživjelih prepoznala je jednog od ubojica, kojem je samo znala prezime i da je rodom s područja Kaknja. Molila ga je da ih ne ubijaju, govorila mu da ih spasi jer je s njenim bratom išao u školu i mislila da bi ih taj Trako mogao zaštititi. Pokolju je prisustvovala još jedna svjedokinja koja je tad ranjena u nogu. Treća preživjela svjedokinja bila je ranjena u leđa s 16 gelera od rasprskavajućeg metka i u ruku. Četvrta preživjela svjedokinja ranjena je u glavu i obje noge. Peta preživjela svjedokinja bila je teško ranjena iz vatrenog oružja, prebijene noge (otvoreni lom).
Bio je tu još nekoliko preživjelih, te jedna svjedokinja u pokolju teško ranjena u nogu i još nekoliko ranjenih preživjelih svjedokinja. Jedna je bila s troje djece mlađe od 12 godina koje je vidjelo taj pokolj. Samo je jedan punoljetni muškarac preživio ovaj masakr. Pobijeni Hrvati nisu bili pokopani najmanje 60 dana. Tjelesa ubijenih ležala su na mjestu masovnog
ubojstva prepuštena vremenu i životinjama. Svjedoci i rodbina ubijenih tražili su od UNPROFORA da im omogući pokop ubijenih. Međutim UNPROFOR je odbio to obrazlažući time da im muslimanske vlasti i UNPROFOR ne mogu garantirati sigurnost
dodajući da pokop ne dozvoljavaju muslimanske vlasti.
Isti pripadnici VII. muslimanske brigade, uz pomoć MOS-ovaca s područja Kaknja su nešto poslije oko 11 sati sati na putu od Bradarića do Teševa bliže Drenoviku pobili novu skupinu civila Hrvata:
1. 1. Bradarić Marka sin Ante rođen 1930. god., u mjestu Bradarići općina Kakanj gdje je bio stalno nastanjen,
2. 2. Bradarić Janju kći Avgustina i Anđe rođena 1930. god. u mjestu Bradarići (supruga od Bradarić Marka). Oboje su ubijeni iz vatrenog oružja. Marko je ubijen u potiljak, a Janja je mrtva masakrirana nožem naročito u predjelu leđa.
3. 3. Bradarić Stjepan star oko 1947. god., sin Bože iz Bradarića gdje je bio stalno nastanjen,
4. 4. Bradarić Ivo  (brat od Stjepana) sin Bože rođen oko 1950. god. u mjestu Bradarići gdje je stalno bio nastanjen,

ubijen iz vatrenog oružja, 
1. 5. Anđa Bradarić rođena 1947. god. u mjestu Teševo bila stalno nastanjena u Bradarićima (ista je supruga od Filipa Bradarića) u momentu ubojstva u naručju je imala unuče od 3 godine,
2. 6. Bradarić Robert sin Franje rođen u Bradarićima općina Kakanj gdje je bio stalno nastanjen, star oko 16 godina ubijen iz vatrenog oružja,
3. 7. Bradarić Mato sin Pere star oko 17 godina rođen u Bradarićima gdje je i bio stalno nastanjen (napomena tijelo od Bradarić Mate nije nikad pronađeno, a sva tri izvora navode da su muslimanski bojovnici njegovo tijelo odnijeli u selo Zagrađe, Kakanj misleći da je musliman i da su ga tu pokopali.[5]

Francuski bataljun UNPROFORA bio je u blizini za vrijeme masakra nad civilima sela Kovači i Bradarići 13. lipnja 1993. godine. Pripadnici UNPROFORA bili su u mjestu Grmačama 200-300 metara od mjesta zločina, s dva oklopna transportera i vojnicima koji su šetali oko njih. Transporteri su bili stacionirani pored katoličkog groblja a više vojnika je bilo izvan transportera te su po svemu morali vidjeti rečene pokolje.
Istog dana pripadnici muslimanskih snaga iz Kaparovića, općina Kakanj, počinili su u Lijesci ratni zločin, ubivši dvojicu hrvatskih civila Filipović Marka sina Davorije rođena 1948. god. i Jurišić Jelenka sina Marijana
rođen 1974. god. I istog je dana god. za vrijeme sukoba postrojbi Armije RBiH i postrojbi HVO-a nestala je Jagoda Franjičević iz Teševa supruga od Ive Franjičevića zvanog Načelnik stara oko 60. godina, na lokalitetu zvanom Živalji. Osnovano se pretpostavlja da su ju ubili pripadnici MOS-a. U selu Balićima, općina Kakanj, muslimanski vojnici ubili su dvojicu hrvatskih civila, Miočević Mijo rođen 1930. god. i Duvnjak Jelenko rođ.
1974. god. iz vatrenog oružja. Veliki broj hrvatskih civila pripadnici muslimanskih snaga pobili su u selu Slapnica, Kakanj.

## Vanjske poveznice
- HIC Kakanj
- Kronologija hrvatsko-muslimanskog sukoba  Arhivirana inačica izvorne stranice od 30. prosinca 2008. (Wayback Machine)
- Dnevnik.ba  Arhivirana inačica izvorne stranice od 13. veljače 2020. (Wayback Machine) Na grobovima muža i trojice sinova čekala sam presudu